# Nirj Deva

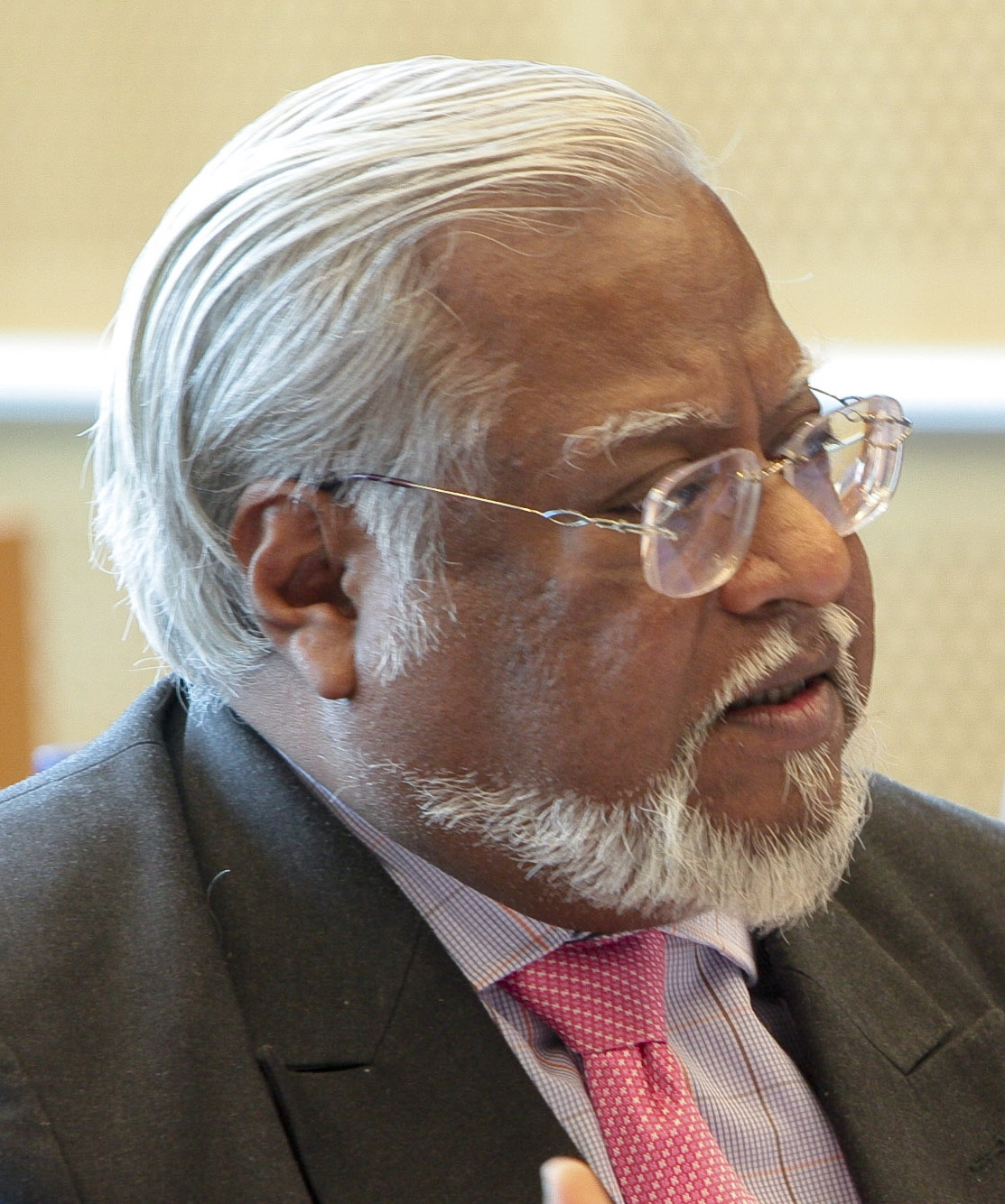
Nirj Deva

Nirj Deva (Colombo, 11 mei 1948) is een voormalig Brits politicus namens de Conservative Party.

## Levensloop
Niranjan Joseph "Nirj" De Silva Deva-Aditya FRSA behoort tot een politiek actieve Indische familie gevestigd in Sri Lanka. Hij kreeg in zijn geboorteland en vervolgens in Engeland een Engelse opvoeding. Hij was van 1992 tot 1997 lid van het Lagerhuis voor het district Brentford and Isleworth en vanaf 1999 lid van het Europees Parlement voor het district South East England.

## Familie en opvoeding
Deva werd in Colombo geboren in een notabele familie van Rajasthan. Hij is rooms-katholiek. Hij studeerde in de lagere en middelbare St. Joseph's College, een leidinggevende katholieke school in Colombo. Hij heeft de dubbele nationaliteit, Brits en Sri Lankaans en spreekt Engels en Singalees.
Hij studeerde verder aan Loughborough University en promoveerde tot aeronautisch ingenieur. Hij behaalde daarna een postgraduaat in economie.

## Brits parlement
In 1992 werd Deva verkozen tot lid van het Lagerhuis als Conservatief lid voor Brentford en Isleworth. Hij was een tijd Parliamentary Private Secretary (PPS) in de Scottish Office.
Deva was de tweede in Azië geboren persoon die lid van het Britse parlement werd en in de Britse regering een functie kreeg.
In 1997 werd hij verslagen door zijn Labour-opponente Ann Keen.

## Europees Parlement
In 1999 werd Deva de eerste Aziaat om als Conservatief in het Europarlement te zetelen. Hij vertegenwoordigde er South East England. In 2004, 2009 en 2014 werd hij als zodanig herkozen. Op 1 juli 2019 trad hij af als lid van het Europees Parlement.
In april 2005 zat hij de Europese delegatie voor op de bijeenkomst van de UN Commission on Sustainable Development in New York. Hij deed ook een uiteenzetting over de toekomst van de Verenigde Naties voor de US Council on Foreign Relations. Wat later zat hij de Europese delegatie voor op de VN-conferentie over global financing of aid. In 2005 was hij ook covoorzitter, samen met Michel Rocard, van de Europese delegatie naar de wereldtop van de 60ste algemene vergadering van de Algemene Vergadering.
Deva voerde campagne voor een referendum over de Europese Grondwet en opende een onderzoek bij zijn kiezers naar hun oordeel over de toekomst van de Europese Unie.
In november 2011 was hij (onsuccesvol) kandidaat voor het voorzitterschap van het Europees Parlement, tegen Martin Schulz.

## Andere activiteiten
In 1981 werd Deva voorzitter van de Bow Group, een conservatieve denktank in Groot-Brittannië. Hij nam het initiatief voor de Transatlantic Conferences die de Bow Group en de republikeinse Heritage Foundation bijeen brengt.
Deva was ook voorzitter van de Department of Transport/National Consumer Council Committee on De-regulation of Air-Transport, van wie het rapport in 1986 aan de basis lag van het toelaten van lagekostenluchtvaartmaatschappijen in Europa.
Deva was lid van 1976 tot 1980 van de Council of the Royal Commonwealth Society. In 1985 werd hij als eerste Aziaat benoemd (voor het leven) tot deputy Lord Lieutenant voor Greater London. Hij is Fellow van de Royal Society of Arts, Voorzitter van de EU-India Chamber of Commerce, en is een Patron van de International Monarchist League. Deva steunt de Autism Awareness Campaign in het Verenigd Koninkrijk en in Sri Lanka.
Sinds 2008 is Deva voorzitter van het International Committee on Human Dignity (Dignitatis Humanae Institute), gevestigd in Rome, en is ondervoorzitter van de werkgroep binnen het Europees Parlement over Menselijke Waardigheid.

## Privé
Deva is gehuwd met Indra, afkomstig uit het Franssprekende Mauritius. Ze hebben een zoon.